# Perfect (EP)
Perfect es el segundo extended play del trío de punk rock Mannequin Pussy, publicado el 21 de mayo de 2021 a través de Epitaph Records. Marca el regreso de Will Yip como productor e ingeniero después de trabajar en su álbum de 2019, Patience.

## Composición
Perfect ve al trío trabajando en baladas “desmayadas”, pop rock “brillante” y punk rock “mordaz”. También trabaja en un pop-punk parecido al de Patience.

## Recepción de la crítica
El álbum recibió críticas generalmente positivas. En Metacritic, Perfect obtuvo un puntaje promedio de 80 sobre 100, basado en 6 críticas, lo cual indica “reseñas generalmente favorable”. Arielle Gordon, escribiendo para Pitchfork mencionó que: “Aunque capturar todo el veneno de los gritos de Dabice requería un estudio adecuado, Perfect es el primer lanzamiento de Mannequin Pussy que es tan sensible como tenaz”. Grant Sharples de Spin escribió que con este EP, “Mannequin Pussy demuestra que no han perdido nada de su brillo”. Caleb Campbell de The Line of Best Fit le dio una calificación de 8 sobre 10 y escribió: “Aunque el EP no se siente como un territorio nuevo y audaz para la banda, los encuentra igualmente contundentes y apasionantes”.
Matthew Neale de la revista Clash escribió: “Con una duración de menos de un cuarto de hora, el EP Perfect es otro rollo de máquina de discos a través de los momentos más silenciosos y más ruidosos de la banda, los cuales están en gran medida en el blanco de principio a fin”. Jane Lai, escribiendo para Flood Magazine, dijo que: “Sea cual sea la ocasión, Perfect está equipado con acumulaciones climáticas, guitarra susurrante y repetición que ofrece una puerta de entrada amigable al punk DIY moderno”. El sitio web Punktastic describió al EP como “el regreso desenfrenado de Mannequin Pussy”.

## Lista de canciones
Todas las canciones escritas y compuestas por Mannequin Pussy, excepto donde esta anotado.
1. «Control» – 3:15
2. «Perfect» – 1:22
3. «To Lose You» – 3:06
4. «Pigs Is Pigs» (Colins Regisford) – 1:57
5. «Darlings» – 4:10

## Créditos
Créditos adaptados de la página Bandcamp del EP.
Mannequin Pussy
- Marisa “Missy” Dabice – voces, guitarra líder y rítmica, sintetizadores (todas las canciones)
- Kaleen Reading – batería y percusión (1–4)
- Colins “Bear” Regisford – bajo eléctrico, voces (1–4)
- Thanasi Paul – guitarra líder y rítmica, piano (1–4)

Músicos adicionales
- Desiree Dabice – armonías (1, 3, 5)
- Will Yip – drum production (5)

Personal técnico
Technical
- Will Yip – ingeniero de audio, productor
- Grave Goods – productor adicional, sonido